# Poachelas
Poachelas es un género de arañas araneomorfas de la familia Corinnidae. Se encuentra en Sudáfrica y Zimbabue.

## Lista de especies
Según The World Spider Catalog 12.0:
- Poachelas montanus Haddad & Lyle, 2008
- Poachelas refugus Haddad, 2010
- Poachelas solitarius Haddad & Lyle, 2008
- Poachelas striatus Haddad & Lyle, 2008